# Inmueble

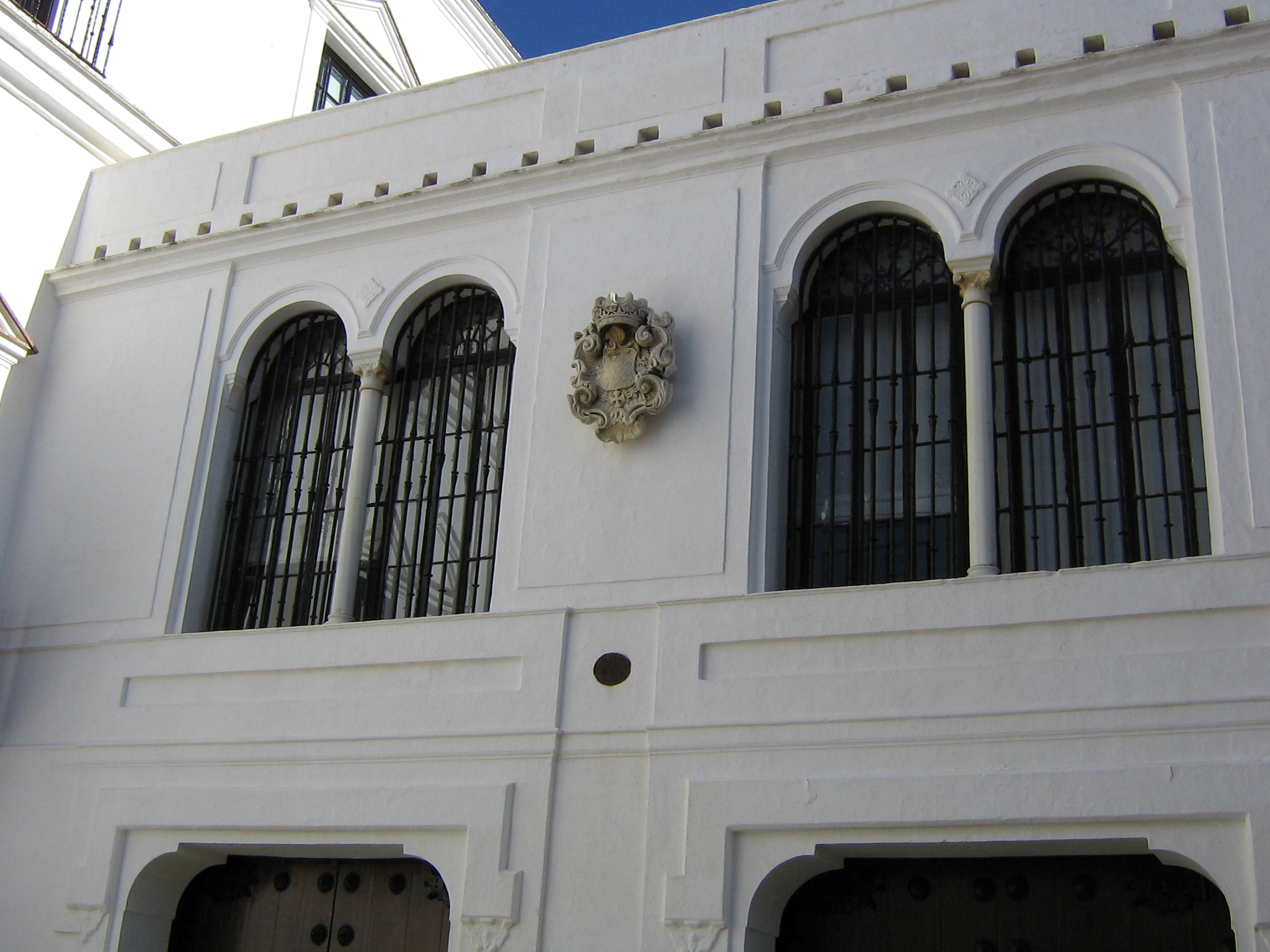
Detalle de la fachada de un inmueble: Se trata del Palacio del Duque de Medina Sidonia, situado en Sanlúcar de Barrameda.

Se consideran bienes inmuebles o bienes raíces todos aquellos bienes que por estar ligados al suelo no se mueven. Están asociados física o jurídicamente al terreno. Para efectos jurídicos registrales, en algunas legislaciones los buques y las aeronaves tienen consideración semejante a la de los bienes inmuebles.
El diccionario Panhispánico del español jurídico los define como: "Desde el punto de vista catastral, porción de suelo o parcela enclavada en un término municipal y cerrada por una línea poligonal que delimita el ámbito espacial del derecho de propiedad de dicha parcela y, en su caso, de las construcciones situadas en la misma"

## Tipos de bienes inmuebles
Los bienes inmuebles se pueden clasificar en:
- Bienes inmuebles por naturaleza, como el suelo y subsuelo.
- Bienes inmuebles por incorporación, como construcciones.
- Bienes inmuebles por destino, aquellas cosas muebles que favorecen o benefician al inmueble al que sirven, como utensilios de labranza o minería (ej.: artículo 570 del Código Civil de Chile).[2]

## Inmuebles y derecho civil
En Derecho civil, la distinción entre bienes muebles e inmuebles lleva aparejada diferentes consecuencias jurídicas, entre las que cabe destacar, sin ánimo de exhaustividad, las siguientes:
- Los bienes inmuebles pueden ser inscritos en un Registro de la propiedad, lo que ofrece una mayor protección a los titulares de derechos sobre ellos.
- Los bienes inmuebles son el principal objeto de la garantía hipotecaria.
- Los plazos de usucapión o prescripción adquisitiva para los inmuebles son mayores que los exigidos para las cosas muebles.

No obstante, la protección jurídica privilegiada de la que, históricamente, han disfrutado los bienes raíces y que se justificaba por su mayor importancia económica, ha ido extendiéndose hacia algunos bienes muebles de especial valor. Consecuencia de ello es la protección registral otorgada a aviones, buques u otras cosas singulares, así como la posibilidad de que puedan ser objeto de hipoteca mobiliaria.

## Derecho fiscal de los bienes inmuebles
En derecho fiscal un bien inmueble puede estar sujeto a uno o varios impuestos:
- Impuesto sobre bienes inmuebles (IBI): tributo o contribución de carácter directo y naturaleza real que grava la propiedad de una finca. Se paga anualmente, en función del valor catastral o avalúo fiscal asignado al inmueble.
- Impuesto sobre el Incremento de Valor de los Terrenos de Naturaleza Urbana: tributo de carácter directo que grava el incremento de valor de los terrenos urbanos que se pone de manifiesto como consecuencia de su transmisión. Su cuantía dependerá de los años transcurridos desde el anterior cambio de titularidad, del municipio en que se encuentre y dentro del propio municipio de su ubicación en el mismo.
- Impuesto sobre la renta: tributo de carácter directo y naturaleza personal que grava la renta de las personas físicas. En este impuesto se grava la titularidad de bienes inmuebles cuando no son utilizados por su propietario y no producen ingresos. Se trata, por tanto, de una "renta presunta" que, con carácter general, supone la integración en la base imponible del impuesto, en concepto de rendimientos del capital inmobiliario, del 2 por ciento de su valor catastral. Además, en los casos de transmisión de inmuebles, la plusvalía obtenida queda gravada también en concepto de ganancia patrimonial.
- Impuesto sobre el patrimonio: tributo directo de carácter personal que grava el patrimonio neto de las personas físicas. En tanto que los inmuebles entran a formar parte de ese patrimonio neto, quedan gravados también por este impuesto.

Debe revisarse la normatividad de cada país para determinar las obligaciones fiscales a las que da lugar.

## Inmuebles en la economía
Este tipo de bienes se consideran activos en un lenguaje de inversión y como tales tiene unas características como que con el tiempo y diversas variables muestran valorización o desvalorización, resistencia o no a factores económicos como la inflación y a ser objeto de diversidad de estudios sobre la manera como estos generan renta y rentabilidad. Este último campo de la economía se llama economía urbana.         

### Inversión en bienes raíces
Las formas en las que tradicionalmente se ha hecho inversión en bienes raíces (bienes inmuebles) se da a través de la compra de inmuebles tales como una casa, un apartamento, un local comercial o un terreno esperando captar una valorización o plusvalía del mismo. 
"Tener bienes raíces ha sido considerado por mucho tiempo como una inversión a largo plazo, cargando consigo una buena carga de protección frente a la inflación"
La premisa es que el valor del inmueble comprado puede aumentar su valor y al venderlo posteriormente se obtiene una ganancia con un nivel de riesgo menor que en otros tipos de inversión.
Esa es una manera de monetizar la inversión en bienes raíces pero también se encuentra el caso del alquiler o renta de las propiedades para tener, además de la valorización propia del activo inmueble, una renta periódica. 
En caso de terrenos, y dependiendo de su zonificación, hay la posibilidad de su explotación agropecuaria, venderlos cuando aumenten de precio, o desarrollarlos (construir sobre ellos) con el fin de vender o alquilar la propiedad posteriormente. Además, se pueden enumerar una serie de formas indirectas de obtener beneficios en este tipo de inversión.
Generalmente se considera a los bienes raíces como una de las principales alternativas de inversión, ya que permite al inversor adquirir un activo que históricamente tiende a apreciarse, y que, por tanto, posiblemente crezca en valor al venderse o se pueda alquilar con un buen retorno de la inversión. Así, el precio de las viviendas existentes en los Estados Unidos de América, aumentó un 3,4% anual de 1987 a 2009, en promedio.
En los países de América Latina, por su parte, el porcentaje del promedio de aumento del precio de los bienes raíces es mucho mayor que en la mayoría de los países en desarrollo. Vemos el caso de México, por ejemplo, donde el porcentaje es de 8,1%, en Chile es 7,3%, en Perú 6,6%, mientras que, en Brasil es de 4,8%.

### Formas de invertir en bienes raíces o bienes inmuebles
Investopedia menciona cuatro maneras de invertir en bienes raíces:
- Rentando a un tercero tu propiedad.
- Formando grupos de inversión inmobiliaria.
- Comerciando bienes inmuebles (también conocido como flipping).
- Participando de fideicomisos de inversión inmobiliaria (REIT, por sus siglas en inglés).

El flipping es una actividad cada vez más frecuente entre los inversionistas. Esta modalidad de negocios también se combina con la renta de la propiedad. Los inversionistas generalmente delegan gran parte de esta actividad a agentes inmobiliarios que tengan un amplio conocimiento de la zona donde van a invertir.